# Heinrich von Testa
Heinrich Hubert von Testa (Pera, 14 ottobre 1807 – Baden-Baden, 1º ottobre 1876) è stato un diplomatico e nobile austriaco.

## Biografia

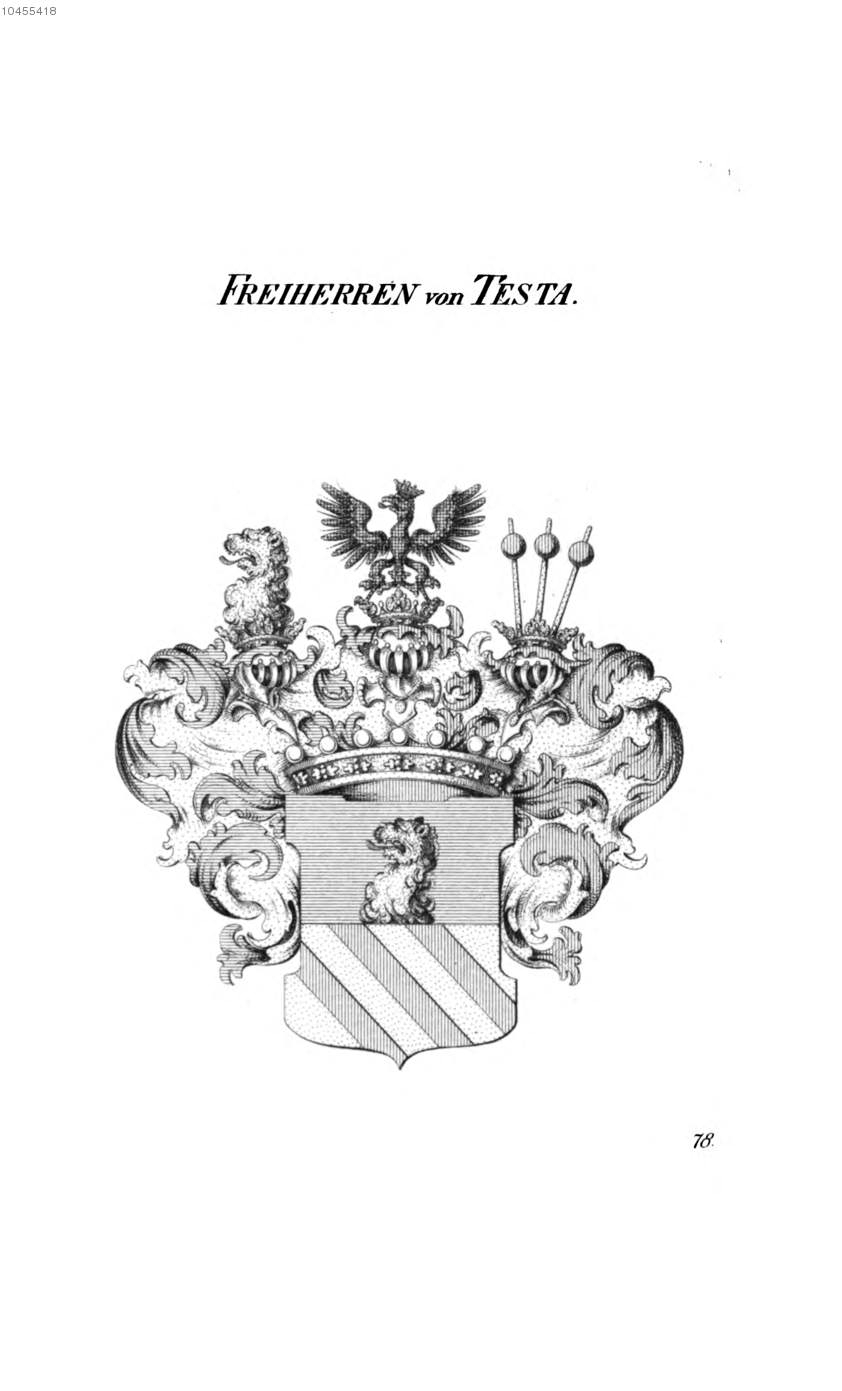
Stemma dei baroni von Testa

Heinrich von Testa era di famiglia austriaco-ottomana originaria di Costantinopoli, dove nacque nel 1807. Suo padre era Johann Anton von Testa (1768-1839), capo della cancelleria presso l'ambasciata granducale della Toscana a Costantinopoli, mentre suo nonno era il consigliere alla corte austriaca Bartholomäus von Testa (1723-1809). Suo fratello maggiore Bartholomäus III von Testa (1804-1859) fu anch'egli diplomatico al servizio dell'Austria. Von Testa il 17 agosto 1842 sposò Maria von Minciaky.
Testa frequentò il Theresianum di Vienna dal 1817 al 1820, poi lavorò come interprete e dragomanno presso l'ambasciata austro-ungarica a Costantinopoli dal 1828, e dal 1851 all'ottobre 1855 fu Console Generale a Iași, che all'epoca faceva nominalmente ancora parte dell'Impero Ottomano. Nell'estate del 1856 fu nominato ambasciatore imperiale presso le città anseatiche dove ebbe un ruolo deteminante nella crisi che scoppiò l'anno seguente come snodo internazionale di scambio delle merci. La crisi economica fu tale che la città di Amburgo non riuscì a risolverla autonomamente aumentando la valuta necessaria come città-stato, e dovette chiedere prestiti statali all'estero. Furono avanzate richieste a Berlino, ma il governo prussiano si dimostrò indifferente al destino delle città anseatiche, come pure si trovarono impossibilitate Copenaghen e Londra. All'inizio di dicembre, il senato di Amburgo si rivolse infine al governo austriaco tramite il barone von Testa che era già a conoscenza della situazione finanziaria di Amburgo, che necessitava in totale di un prestito di 98 milioni di fiorini. L'8 dicembre il sindaco di Amburgo Carl Hermann Merck inviò un suo ambasciatore a Vienna nella persona di Johann Gustav Heckscher per chiedere direttamente all'imperatore se la Banca Nazionale Austriaca fosse propensa a prestare 10 milioni di fiorini entro la fine del mese alla città di Amburgo. L'Austria concesse il denaro necessario alla città anseatica per il corrispondente richiesto, ovvero 90 tonnellate d'argento costituite da 2825 lingotti che raggiunsero Amburgo il 15 dicembre successivo. Verso la primavera dell'anno 1858 la situazione finanziaria era già migliorata al punto che la città di Amburgo poté restituire la metà del prestito concessole.
Come premio per aver gestito efficacemente i rapporti tra Amburgo e l'Austria, nel novembre del 1860 Testa venne trasferito come ambasciatore alla corte reale di Atene. Si ritirò dal servizio diplomatico attivo nel 1868 e morì nel 1876 a Baden-Baden.